# Harnischia minuta
Harnischia minuta är en tvåvingeart som beskrevs av Sushill K. Dutta och Chaudhuri 1996. Harnischia minuta ingår i släktet Harnischia och familjen fjädermyggor.
Artens utbredningsområde är Västbengalen (Indien). Inga underarter finns listade i Catalogue of Life.